# Edosa lardatella
Edosa lardatella is een vlinder uit de familie echte motten (Tineidae). De wetenschappelijke naam van deze soort is voor het eerst geldig gepubliceerd in 1858 door Lederer.
De soort komt voor in tropisch Afrika.